# Shane Brathwaite
Shane Rashad Brathwaite (Bridgetown, 8 febbraio 1990) è un ostacolista barbadiano, specializzato nei 110 metri ostacoli.

## Biografia
Attivo inizialmente nelle prove multiple, nel 2007 vince la medaglia d'oro ai Mondiali allievi di Marrakech, diventando il primo barbadiano a vincere in una competizione mondiali di atletica leggera una medaglia d'oro.. Concentratosi sulla corsa ad ostacoli, debutta tra i seniores nel 2010 ai Giochi centramericani e caraibici e successivamente, nel 2012, prende parte alla sua prima edizione dei Giochi olimpici. Nella sua carriera ha vinto, tra le tante competizioni, un bronzo ai Giochi del Commonwealth 2014, 
un bronzo e un oro ai Giochi panamericani e due medaglie d'oro ai Giochi CAC 2018.
Ha gareggiato anche nei campionati NCAA, come membro della squadra della Texas Tech University.

## Palmarès
| Anno | Manifestazione                         | Sede           | Evento      | Risultato  | Prestazione | Note                                     |
| ---- | -------------------------------------- | -------------- | ----------- | ---------- | ----------- | ---------------------------------------- |
| 2006 | Campionati CAC juniores U17            | Port of Spain  | Octathlon   | Oro        | 4599 p.     |                                          |
| 2007 | Giochi CARIFTA U20                     | Providenciales | Eptathlon   | 4º         | 4409 p.     |                                          |
| 2007 | Mondiali allievi                       | Ostrava        | Octathlon   | Oro        | 6261 p.     |                                          |
| 2008 | Giochi CARIFTA U20                     | Basseterre     | Eptathlon   | Oro        | 5006 p.     |                                          |
| 2008 | Giochi CARIFTA U20                     | Basseterre     | 4×100 m     | Bronzo     | 41"59       |                                          |
| 2008 | Mondiali juniores                      | Bydgoszcz      | 400 m hs    |            | 53"09       |                                          |
| 2008 | Giochi della gioventù del Commonwealth | Pune           | 200 m piani | Batteria   | 21"79       |                                          |
| 2009 | Campionati panamericani juniores       | Port of Spain  | 110 m hs    | Bronzo     | 13"41       |                                          |
| 2010 | Campionati NACAC U23                   | Miramar        | 110 m hs    | 4º         | 13"80       |                                          |
| 2010 | Giochi CAC                             | Mayagüez       | 110 m hs    | 6º         | 14"04       |                                          |
| 2011 | Campionati CAC                         | Mayagüez       | 110 m hs    | 4º         | 13"75       |                                          |
| 2012 | Campionati NACAC U23                   | Irapuato       | 110 m hs    | Oro        | 13"31       |                                          |
| 2012 | Campionati NACAC U23                   | Irapuato       | 4×100 m     | 5º         | 40"30       |                                          |
| 2012 | Giochi olimpici                        | Londra         | 110 m hs    | Batteria   | dnf         |                                          |
| 2013 | Campionati CAC                         | Morelia        | 110 m hs    | Oro        | 13"70       |                                          |
| 2013 | Campionati CAC                         | Morelia        | 4×100 m     | 4º         | 39"56       |                                          |
| 2013 | Mondiali                               | Mosca          | 4×100 m     | Batteria   | 38"94       | Record nazionale                         |
| 2014 | World Relays                           | Nassau         | 4x200 m     | 4º         | 1'21"88     |                                          |
| 2014 | Giochi del Commonwealth                | Glasgow        | 110 m hs    | Bronzo     | 13"49       |                                          |
| 2015 | Giochi panamericani                    | Toronto        | 110 m hs    | Bronzo     | 13"21       |                                          |
| 2015 | Giochi panamericani                    | Toronto        | 4×100 m     | Batteria   | 38"65       |                                          |
| 2015 | Mondiali                               | Pechino        | 110 m hs    | Semifinale | 13"31       |                                          |
| 2016 | Mondiali indoor                        | Portland       | 60 m hs     | 8º         | 7"88        |                                          |
| 2017 | Mondiali                               | Londra         | 110 m hs    | 6º         | 13"32       |                                          |
| 2017 | Mondiali                               | Londra         | 4×100 m     | Batteria   | 39"19       |                                          |
| 2018 | Giochi del Commonwealth                | Gold Coast     | 110 m hs    | 6º         | 13"53       |                                          |
| 2018 | Giochi del Commonwealth                | Gold Coast     | 200 m piani | Batteria   | dq          |                                          |
| 2018 | Giochi del Commonwealth                | Gold Coast     | 4×100 m     | 5º         | 39"04       |                                          |
| 2018 | Giochi CAC                             | Barranquilla   | 110 m hs    | Oro        | 13"38       |                                          |
| 2018 | Giochi CAC                             | Barranquilla   | 200 m piani | Semifinale | 20"96       |                                          |
| 2018 | Giochi CAC                             | Barranquilla   | 4×100 m     | Oro        | 38"41       |                                          |
| 2018 | Campionati NACAC                       | Toronto        | 110 m hs    | Bronzo     | 13"52       |                                          |
| 2018 | Campionati NACAC                       | Toronto        | 4×100 m     | Argento    | 38"69       |                                          |
| 2019 | Giochi panamericani                    | Lima           | 110 m hs    | Oro        | 13"31       | Miglior prestazione personale stagionale |
| 2019 | Mondiali                               | Doha           | 110 m hs    | 6º         | 13"61       |                                          |
| 2021 | Giochi olimpici                        | Tokyo          | 110 m hs    | Batteria   | 13"64       |                                          |
| 2022 | Mondiali                               | Eugene         | 110 m hs    | Finale     | dq          |                                          |
| 2022 | Giochi del Commonwealth                | Birmingham     | 110 m hs    | Argento    | 13"30       | Miglior prestazione personale stagionale |
| 2022 | Campionati NACAC                       | Freeport       | 110 m hs    | 4º         | 13"42       |                                          |
| 2023 | Giochi CAC                             | San Salvador   | 110 m hs    | Oro        | 13"64       |                                          |